# Göteborgs nation, Uppsala

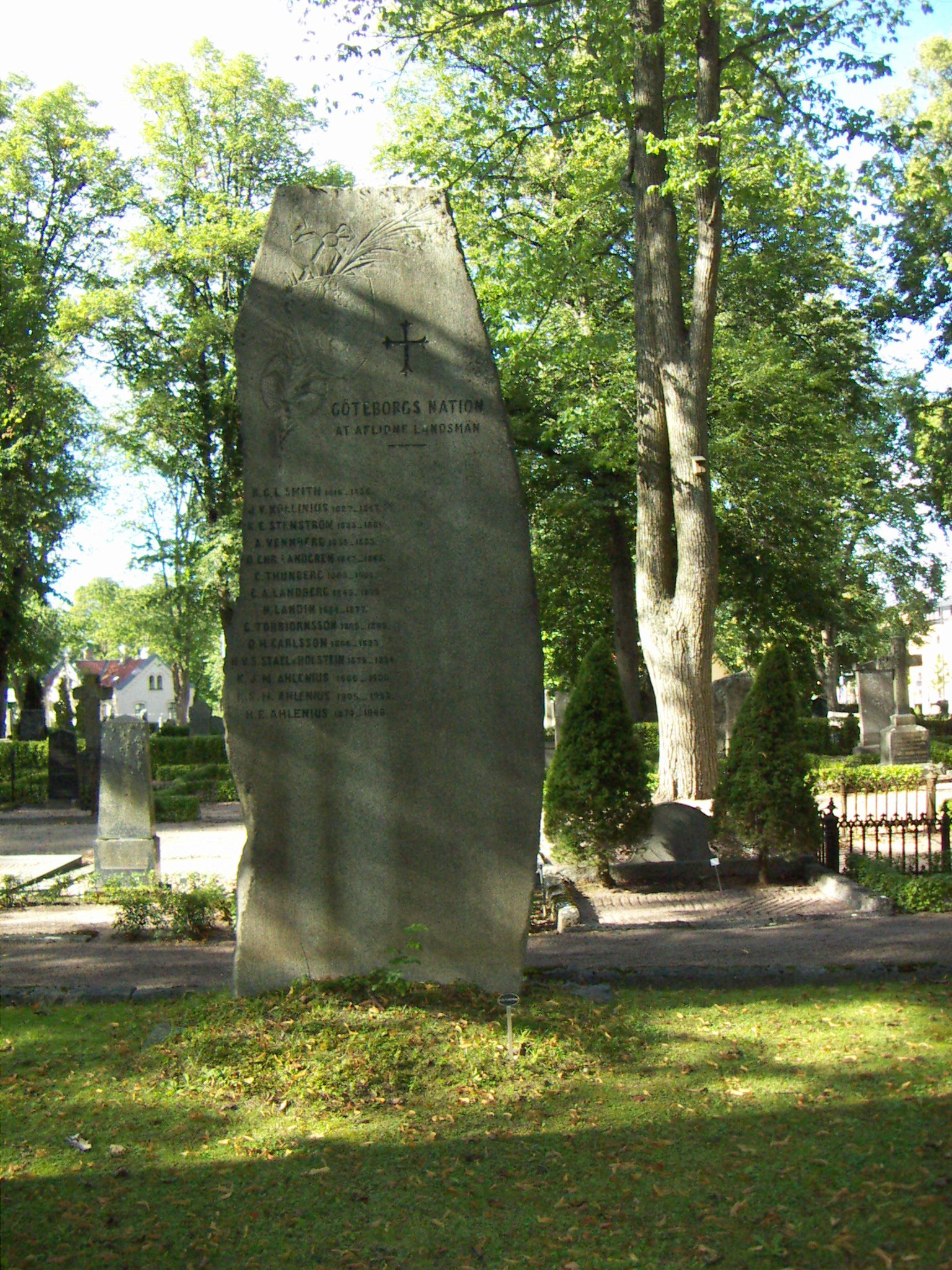
Göteborgs nationsgrav på gamla kyrkogården i Uppsala.

Göteborgs nation är en av tretton egentliga studentnationer i Uppsala, grundad 1667 och således den yngsta bland dem. Göteborgs nation riktade sig ursprungligen i huvudsak till studenter från Göteborg, Bohuslän och Halland. Göteborgs nation har alltid varit bland de allra minsta i Uppsala, mellan 400 och 600 så kallade landsmän samtidigt. Detta gör stämningen lite intimare, men resurserna lite knappare, än vad som gäller för betydligt större nationer som Norrlands och V-Dala.

## Organisation
Nationens högsta beslutande organ är Landskapet, det vill säga samtliga landsmän som betalt terminsavgift och inte har förfallna skulder eller boklån.
Verkställande makten delas mellan, i första hand:
- Förste kurator, 1Q, representation
- Andre kurator, 2Q, ekonomiskt ansvar
- Tredje kurator, 3Q, klubbverksamheten
- Festmästare, festis, Uthyrningsverksamhet
- Bibliotekarie

## Kulturell och social verksamhet
Nationen utger en egen tidning Halta Lejon, som utkommer två gånger per termin och delas ut gratis till landsmän.
Som övriga nationer av ringa storlek, går engagemanget för kulturell verksamhet ibland upp och ibland ner, ofta beroende av särskilda personers intresse för sådan verksamhet. Kontinuitet finns främst i biblioteket och klubbverket (bar, servering och festarrangemang). Av och till har nationskören varit aktiv, liksom årliga spex av pojkarna i mars månad, samt luciaspex av flickorna kring 13 december. En aktiv kvinnokör vid namn Guldkören verkar nu vid nationen.
En rudimentär nationsorkester vaknar till för tågandet mot mösspåtagningen vid Carolinabacken klockan 15 sista april (som Valborgsmässoafton kallas i Uppsala). Denna orkesters musikaliska prestationer då kan närmast liknas vid den så kallade turkiska musiken (se Juvenalerna) från 1800-talet och torde närmast tjäna syftet att göteborgarna tar sig fram så nära rector magnificus på Carolina Redivivas balkong som möjligt.
Ett flertal stipendier delas ut av nationen. Man kan också ansöka om tillfälligt handlån (TH-lån) eller lite långsiktigare Allménlån. Nationen tillhandahåller nationskaplan, personlig rådgivare och juridisk rådgivare för landsmännens behov. Dessa ämbetsmän är företrädesvis själva äldre landsmän.
Kurs- och annan litteratur kan lånas vid behov i nationens bibliotek, eller på någon annan nation. Nationerna i Uppsala har delat upp ansvaret för att anskaffa böcker inom olika ämnesområden. Göteborgs nation har främst böcker i juridik.
Nationen har ett mindre antal egna studentbostäder (42 rum, en dubblett och en lägenhet), vilka finns i själva nationsbyggnaden. Dessa hyrs enbart ut till landsmän och bör avträdas i samband med avslutade studier. Närheten till nationens pubverksamhet har inte alltid varit enbart till gagn för somliga studenter.
Utbyte sker med så kallade stipendiater till Åbo Akademis studentkårs årsfest i mitten på februari samt med Göteborgs nation i Lund på Gustav II Adolfs dödsdag den 6 november. Dessa sänder i sin tur representanter till nationens Vårbal i mitten på maj. Ibland har dagen efter vårbalen ägnats åt en utflykt till Ulva kvarn.
På nationen sker, som på många andra studentnationer olika upptåg av studentikos karaktär. Under en gasque 2018 utfärdade exempelvis nationens förste kurator skämtsamt en kandidatexamen i Klubbverkarkunskap till Jan Drottfors, som innehaft ämbetet klubbverkare i sex på varandra följande terminer.  

## Studentordenssällskap och föreningar inom nationen
- Sankt Laurentii Gille, manligt (med ett hedersundantag) icke-hemligt ordenssällskap. Grundat år 1964 av Torgny Hag. Bröder bär slängkappa till högtidsdräkt. Kappans foder ska vara olikt alla andras.
- Lökarna, kvinnligt ordenssällskap. Systrar bär mantel med huva samt en lök i miniatyr på höger sida till högtidsdräkt.
- Blodgruppen, tämligen öppen förening. Medlemmar bör regelbundet lämna blod och delta i råbiffsmiddagen Blodbadet. Förr kunde den middagen betalas med den blodcheck man fått vid blodgivandet, oavsett vad maten faktiskt kostade. Till högtidsdräkt bäres medalj i form av en stor bloddroppe.
- Landsmannaföreningen, huvudsakligen före detta landsmän som lämnat Uppsala, men även en del äldre studiosusar fortfarande kvar i Uppsala. Föreningen har årsmöte och landsmannalunch i Mars varje år. Ibland anordnas även möten i Göteborg.

## Monismanienpriset
År 1975 instiftade Kenne Fant Monismanienpriset till minne av Torgny Segerstedt den äldre. Priset delas ut till organisationer och personer som gjort stora insatser för försvar av åsiktsfrihet. Priset delas ut varje år av Göteborgs nation i Uppsala.

## Bilder
| Göteborgs 1:a nationshus: 1822–65   |  |
| Göteborgs 2:a nationshus: 1866–87   |  |
| Göteborgs 3:e nationshus: 1887–1960 |  |
|                                     |  |
| Göteborgs 4:e nationshus: 1960–nu   |  |

### Inventarier

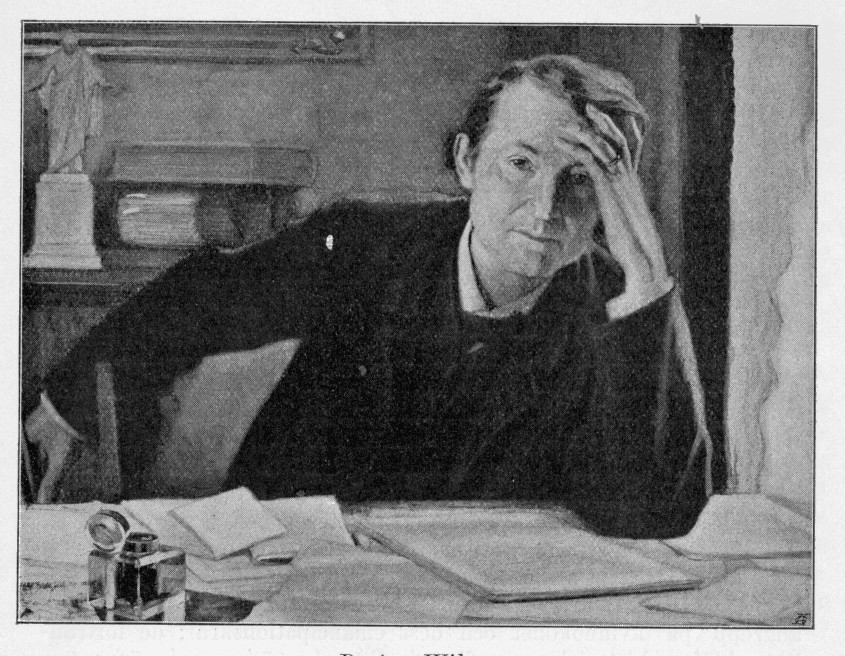
Porträtt av Pontus Wikner målad av Georg von Rosen.

### Om bilderna
Göteborgs Nations första nationshus byggdes 1822 och låg vid hörnet S:t Johannesgatan och S:t Larsgatan på samma plats som det nuvarande huset. Huset som var något större än en friggebod flyttades senare till Nedre Slottsgatan. År 1866 byggdes ett nytt nationshus på samma plats där det gamla huset tidigare var beläget. År 1887 flyttade nationen så till ett charmigt gammalt hus i korsningen av Drottninggatan (nr 7) och Trädgårdsgatan (nr 4). Huset kom relativt snart i rätt dåligt skick och revs någon gång på 1960-talet och ett nytt hus uppfördes på S:t Larsgatan 7.
Porträttet på Pontus Wikner är det mest kända över honom, och i nationens ägo. Dessutom äger nationen porträtt av bland andra Samuel Ödmann och Anton Niklas Sundberg.

## Bemärkta landsmän
- Martin H:son Holmdahl nationens inspektor, rector magnificus 1978–1989
- Thomas Rosswall rektor för SLU 1994–2000

## Inspektorer
Nationens nuvarande inspektor är Ingrid Helmius, jur dr i offentlig rätt.

## Övrigt
- Samfundet SHT grundades av studenter vid Göteborgs nation.
- Göteborgs nations nationshus på S:t Larsgatan figurerar – föga smickrande – på webbsajten Det sanna Sverige bland de fulaste husen i Uppsala.[3]

## Utbyte med andra nationer o.d.
- Göteborgs nation, Lund, vännation
- Nyländska Nationen vid Åbo Akademi, vännation
- Stockholms nation i Uppsala, vännation
- Åbo Akademis Studentkår